# V1093 Геркулеса
V1093 Геркулеса (лат. V1093 Herculis) — одиночная переменная звезда в созвездии Геркулеса на расстоянии приблизительно 2860 световых лет (около 877 парсек) от Солнца. Видимая звёздная величина звезды — от +13,99m до +13,97m.
Открыта как новый класс переменности пульсирующих горячих субкарликов («Betsy stars») Элизабет М. Грин в 2003 году*.

## Характеристики
V1093 Геркулеса — голубой, быстро пульсирующий горячий субкарлик, переменная звезда типа V1093 Геркулеса (RPHS) спектрального класса sdB*. Эффективная температура — около 27400 K.